# Porte de Clignancourt
De Porte de Clignancourt is een toegangspunt (Porte) tot de stad Parijs, en is gelegen in het noordwestelijke 18e arrondissement aan de Boulevard Périphérique.
Vanuit de Porte de Clignancourt vertrok de nationale weg N14 naar Rouen en Le Havre. Dit is tegenwoordig de D14.
Bij de Porte de Clignancourt is het gelijknamige metrostation Porte de Clignancourt aanwezig, die onderdeel is van de Parijse metrolijn 4.

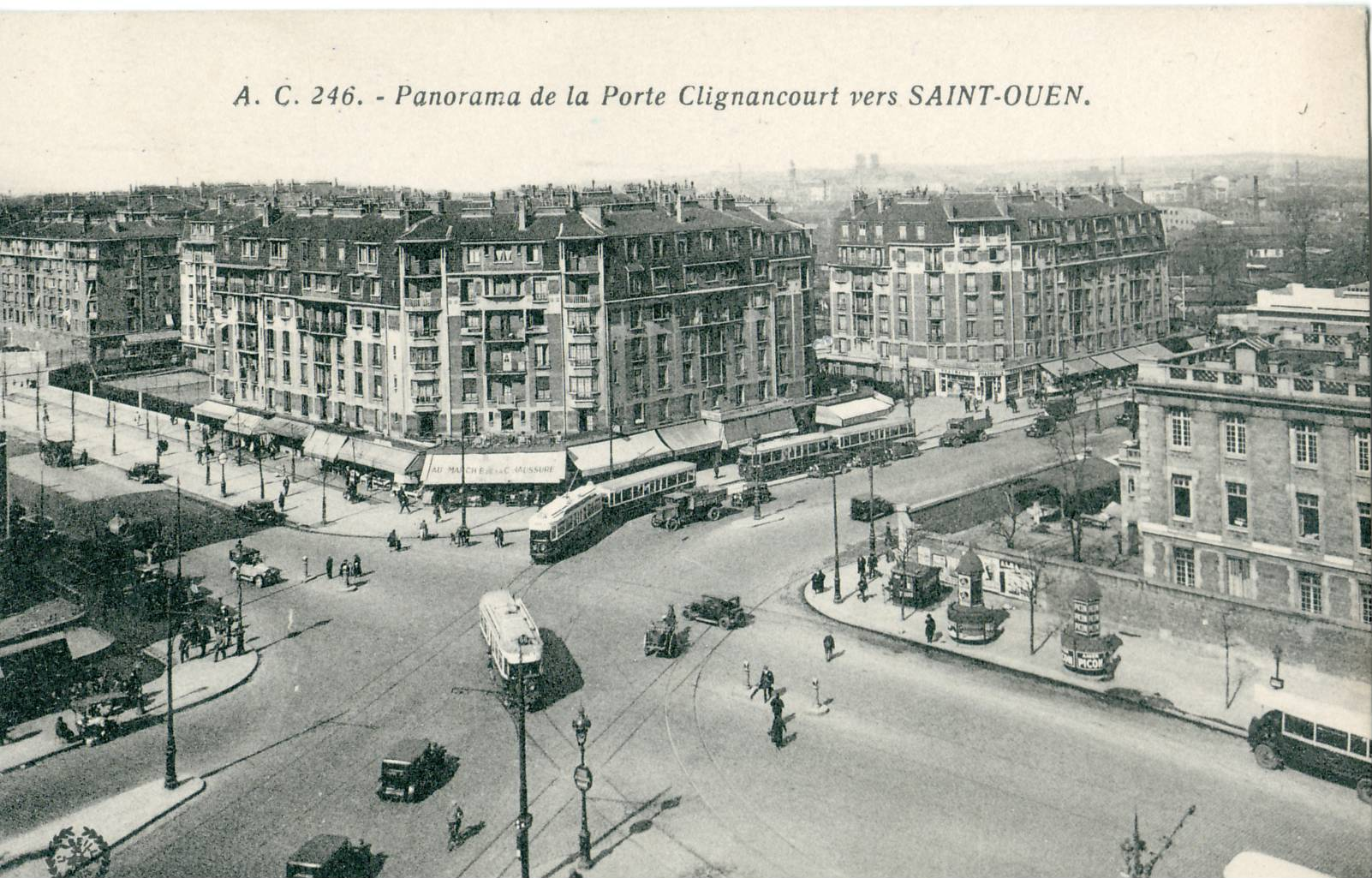
Oude ansicht van Porte de Clignancourt